# Liriomyza bullati
Liriomyza bullati este o specie de muște din genul Liriomyza, familia Agromyzidae, descrisă de Spencer în anul 1963. Conform Catalogue of Life specia Liriomyza bullati nu are subspecii cunoscute.